# Maglev
Vlak na magnetni blazini ali maglev (okrajšava za magnetno levitacijo) je hiter vlak, ki lebdi na močnem magnetnem polju. Tega ustvarijo superprevodni magneti v tračnici. Za pogon in pospeševanje uporablja linearni motor, pri katerem se magnetno polje giblje neposredno pred vlakom. Zaradi odsotnosti fizičnega stika med progo in vozilom se edino trenje odvija med vozilom in zrakom. Pogon takega vlaka je zato ekonomičen, obenem pa mu omogoča doseganje visokih hitrosti. Zato lahko maglevi dosežejo zelo visoke hitrosti z zmerno porabo energije in stopnjo hrupa. Takšne vlake so začeli razvijati na Japonskem v 70. letih, danes pa jih razvijajo tudi v Evropi, posebno v Nemčiji. Z njimi dosegajo hitrosti okrog 500 km/h, tako da se na srednje dolgih progah lahko učinkovito kosajo z letali. Načrtujejo vlake, ki bi lahko vozili do 650 km/h, kar je precej hitreje, kot je praktično mogoče z navadnim železniškim transportom. Čeprav lahko maglevi zaradi zelo visokih hitrosti tekmujejo z letalskimi prevozi na marsikateri progi, je izgradnja tovrstne proge še vedno izjemno draga.

## Tehnologija
Odbojna sila med superprevodnimi magneti in elektromagneti v tračnici dvigne vlak nad tračnico. S spreminjanjem moči in polaritete elektromagnetov v tračnici je mogoče vlak poganjati tudi v vzdolžni smeri.

## Sistemi magleva
Poznamo dva tipa sistemov maglev:
•	Elektromagnetno vzmetenje (EMS) - elektronsko nadzorovani elektromagneti v vlaku privabljajo vlak k magnetno prevodni tir (navadno iz jekla). Vlak lebdi nad jekleno progo, medtem ko so elektromagneti, pritrjeni vlak, usmerjeni proti progi. Sistem ima običajno obliko črke C; zgornji del roke je pritrjen na vlak, spodnji notranji rob pa vsebuje magnete. Proga je umeščena med zgornjim in spodnjim robom roke. 
•	Elektrodinamično vzmetenje (EDS) – uporabljajo se trajni magneti, ki ustvarijo magnetno polje, katero povzroča tokove v bližini kovinskih prevodnikov, ko pride do relativnega momenta, ki potisne vlak stran od proge. 
Obstaja še eksperimentalna tehnologija, ki je sicer že oblikovana, matematično potrjena, patentirana, pregledali so jo strokovnjaki, ni pa še zgrajena. Gre za tako imenovano Magnetno-dinamično vzmetenje (MDS), ki uporablja privlačno magnetno silo iz trajnega magnetnega polja v bližini jeklene proge in da dvigne vlak ter ga zadrži v zraku.

## Proge s tehnologijo maglev
Trenutno obstajata samo dva komercialno delujoča vlaka maglev; dva še gradijo. Leta 2004 je v Šanghaju začel delovati visokohitrostni  Transrapid (nemški), leta 2005 pa na japonskem začel delovati HSST-jev »Linimo«. Oba sta požela velike uspehe. Nastajata pa še progi v Pekingu in na letališču Inčeon v Seulu. Maglevov prevoz odlikujeta predvsem visoka zanesljivost in nizki vzdrževalni stroški. 